# Noyelles-sur-Selle
Noyelles-sur-Selle ist eine französische Gemeinde mit 661 Einwohnern (Stand: 1. Januar 2022) im Département Nord in der Region Hauts-de-France. Sie gehört zum Arrondissement Valenciennes und zum Kanton Denain.

## Geographie
Die Gemeinde Noyelles-sur-Selle liegt an der Selle, einem Zufluss der Schelde, rund 15 Kilometer südwestlich von Valenciennes. Umgeben wird Noyelles-sur-Selle von den Nachbargemeinden Douchy-les-Mines im Norden, Haspres im Osten und Südosten, Avesnes-le-Sec im Süden, Lieu-Saint-Amand im Südwesten sowie Neuville-sur-Escaut im Westen und Nordwesten.

## Bevölkerungsentwicklung
| Jahr      | 1962 | 1968 | 1975 | 1982 | 1990 | 1999 | 2011 | 2020 |
| Einwohner | 772  | 757  | 791  | 806  | 820  | 826  | 762  | 685  |

## Sehenswürdigkeiten

Kirche Saint-Martin

- Kirche Saint-Martin